# الشرفة (الحوازة الغربية)
الشرفة هو دُوَّار يقع بجماعة لحوازة، إقليم سطات، جهة الدار البيضاء سطات في المملكة المغربية. ينتمي الدوّار لمشيخة الحوازة الغربية التي تضم 5 دواوير. يقدر عدد سكانه بـ 457 نسمة حسب الإحصاء الرسمي للسكان والسكنى لسنة 2004.

## روابط خارجية
- البوابة الوطنية للجماعات الترابية
- المندوبية السامية للتخطيط